# Also hat Gott die Welt geliebt
Johannes 3,16 (Kapitel 3, Vers 16 des Johannesevangeliums) ist ein bekannter Vers der Bibel.
Der Vers gilt als Zusammenfassung der gesamten christlichen Erlösungsbotschaft und wird auch als „Evangelium im Evangelium“, oder als Evangelium in nuce bezeichnet.

## Text
Der Vers lautet in der Lutherbibel:

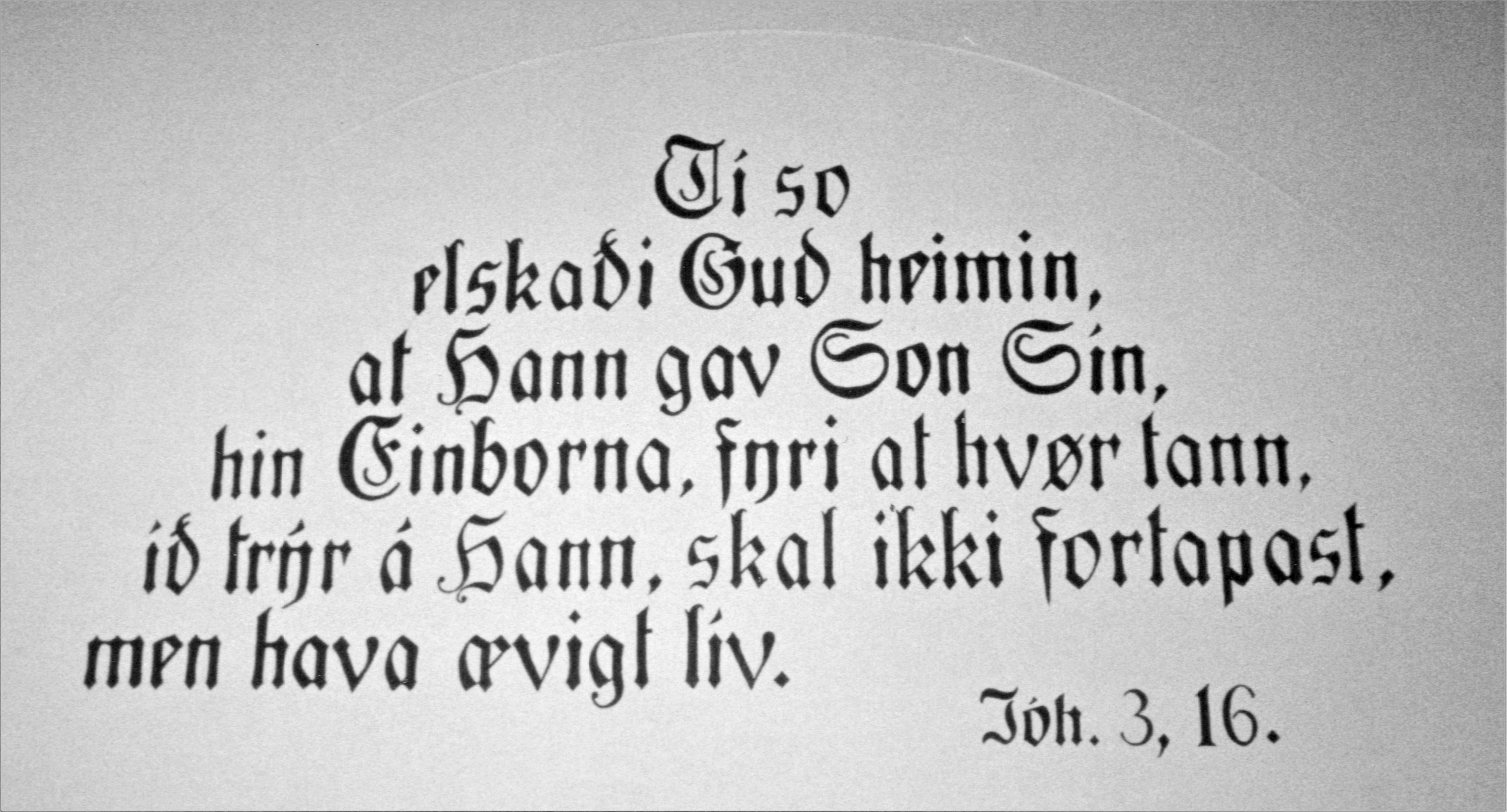
Johannes 3, 16 in färöischer Sprache
(an der Stirnwand des Klaksviker Versammlungssaales der Brüdergemeinde)

Johannes 3,16 in Kyaka, einer Sprache Papua-Neuguineas

„Denn also hat Gott die Welt geliebt, dass er seinen eingeborenen Sohn gab, auf dass alle, die an ihn glauben, nicht verloren werden, sondern das ewige Leben haben.“

In der Einheitsübersetzung wird er wiedergegeben als:

„Denn Gott hat die Welt so sehr geliebt, dass er seinen einzigen Sohn hingab, damit jeder, der an ihn glaubt, nicht verloren geht, sondern ewiges Leben hat.“

## Exegese
Der Vers steht im Kontext eines nächtlichen Gesprächs in Jerusalem zwischen Jesus und Nikodemus, einem Pharisäer und „führenden Mann unter den Juden“ (Joh 3,1 ). Aufgrund der Zeichen Jesu ist Nikodemus überzeugt, dass Jesus von Gott gesandt sei. Im weiteren Verlauf des Gesprächs geht es um die Bedingungen für einen Eintritt in das ewige Leben. Die Verse 13–17 bilden hierbei einen eigenen Sinnabschnitt. Nach dem Dialog zwischen Jesus und Nikodemus folgt ab Vers 13 ein Monolog Jesu, der von sich selbst in der 3. Person spricht und Nikodemus nicht mehr, wie vorher, direkt anspricht. Rudolf Schnackenburg sieht das Gespräch mit Vers 12 beendet und betrachtet Joh 3,13–21 sowie Joh 3,31–36 „situationsgelöst“ als „kerygmatische, ursprünglich selbständige Ausführungen des Evangelisten“; diese „Zusammenfassung der ‚Botschaft‘ Jesu (vgl. 1 Joh 1,5 )“ sei nachträglich von den Endredaktoren des Evangeliums an das Gespräch mit Nikodemus angefügt worden. Schnackenburg sieht dabei in den Versen 31–36 den Anfang dieser „kerygmatischen Rede“ über den „(Menschen-)Sohn“, die ursprünglich den Versen 13–21 vorangegangen seien, da die Verse 13ff. inhaltlich gut an die Verse 35f. anschließen. Andere, darunter Otfried Hofius, sehen Joh 3,13–21 als Teil der Antwort Jesu auf die Frage des Nikodemus in Vers 9.
Der Evangelist verbindet in dem Abschnitt Joh 3,13–21 den Titel Menschensohn, der auch den Synoptikern bekannt ist, mit dem Motiv des Gottesknechts im Buch Jesaja (besonders das Vierte Gottesknechtlied Jes 52,13–53,12). In diesem Abschnitt begegnet typisch johanneisches Vokabular. Das ist ein Indiz dafür, dass der Evangelist hier seine Botschaft zusammenfasst. Eine solche Vorzugsvokabel ist altgriechisch ἀπολλύναι apollýnai, das intransitiv sowohl „verloren sein“ als auch „zugrunde gehen“ bedeutet. Charles Kingsley Barrett erläutert: Vernichtung ist aus Sicht des Evangelisten das Schicksal aller, die von Gott getrennt sind, da ja Gott das Leben ist. Vernichtung oder ewiges Leben ist demnach die Alternative, vor die jeder Mensch gestellt ist; etwas drittes gibt es nicht.
„Welt“ bedeutet im Johannesevangelium nicht einfach die Wohnstätte der Menschen, sondern die Menschheit, insofern sie sich in Sünde von Gott abgekehrt hat, aber zutiefst nach ihm verlangt; dieser erlösungsbedürftigen Welt wendet sich Gott durch die Menschwerdung seines Sohnes in Liebe zu. Während die „Welt“ sonst im vierten Evangelium im Gegensatz zu Gott und seinen Gesandten steht, heißt es hier, dass Gott die Welt liebt. Daraus schließt Johannes Beutler, „dass Gottes Liebe zum Menschengeschlecht uneingeschränkt gilt und dass sein Heilswille niemanden ausschließt.“ Zugang zu dieser Liebe Gottes erfährt der Mensch durch den Glauben an Jesus Christus. Die Liebe Gottes zeigt sich in der „Gabe“ des Sohnes. Damit kann der als Hingabe interpretierte Tod am Kreuz gemeint sein, oder umfassender die Sendung des Sohnes zu den Menschen.
Ulrich Wilckens betont, dass Joh 3,16f. „die Inhalte der traditionellen Endzeit-Erwartung auf die gegenwärtige Erfahrung des Glaubens an Jesus konzentriert.“ Damit ist Joh 3,16 im Licht der für dieses Evangelium charakteristischen präsentischen Eschatologie interpretiert.
An der Interpretation von Joh 3,16f. entscheidet sich in der Exegese, ob die johanneischen Schriften eine universale Liebes- und Erlösungsbotschaft enthalten oder im Gegenteil Dokumente einer Sondergruppe sind, deren Mitglieder sich (in Abgrenzung zur „Welt“) als prädestinierte Gotteskinder verstanden.

## Wirkungsgeschichte

### Dogmatik

#### Römisch-katholisch
In prägnanter Form sieht Walter Kasper in der Bekenntnisformel das Heilshandeln Gottes an den Menschen zusammengefasst: Begegnung mit Gott erfolgt „nicht in der Abstraktion von allem Konkreten und Bestimmten, sondern ganz konkret in Geschichte und Geschick Jesu von Nazareth“, den das Neue Testament daher als Sohn Gottes und sogar als Gott bezeichnet. Joseph Ratzinger interpretiert den Vers im Rahmen der Sohn-Gottes-Theologie des Johannesevangeliums. Hier werde ausgesagt, dass im Kreuzestod Jesu das „Geben“ Gottes, der seinem Sohn alles übergeben hat (Joh 17,10 ), in die „Welt“ hineinreicht und sich in der Liebe des Sohnes bis ans Ende (Joh 13,1 ), bis ans Kreuz vollendet.

#### Evangelisch

##### 16. Jahrhundert
Martin Luther predigte über Joh 3,16 am 1. Juni 1528 (Pfingstmontag). Er bezeichnete diesen Text als zentral für den Glauben. In Luthers Biblia Deudsch von 1545 ist Joh 3,16f. eine von wenigen Stellen, die durch Großdruck hervorgehoben wurden, da sie als Schlüsseltexte galten (die Zahl der sogenannten „Kernstellen“ der Lutherbibel wurde später unter pietistischem Einfluss stark vermehrt). In der Konkordienformel wird Joh 3,16  mehrfach angeführt: Einige kleinmütige Menschen seien beunruhigt, ob sie auch erwählt seien. Ihnen wird mit Ez 33,11  und Joh 3,16 geantwortet. Der Vers belege außerdem, dass die Verheißung des Evangeliums an die ganze Menschheit ergehe. Die ewige Wahl Gottes (Prädestination) solle nicht außerhalb und ohne Christus betrachtet werden. „Dann das ist von Ewigkeit bei dem Vater beschlossen, wen er wolle selig machen, den wölle er durch Christus selig machen,“ mit Verweis auf Joh 3,16.
Johannes Calvin verweist in der Institutio Christianae Religionis mehrfach auf Joh 3,16. Ausführlich thematisierte er ihn im Kontext der Rechtfertigungslehre. Gute Werke seien keine Ursache ewigen Lebens. Vielmehr meinte Calvin, dass der Evangelist die drei Ursachen des ewigen Lebens in einem Satz verdichte:

„Als (1.) wirkende Ursache (causa efficiens), die uns das ewige Leben verschafft, bezeichnet die Schrift allenthalben die Barmherzigkeit unseres himmlischen Vaters und seine aus lauter Gnaden uns zukommende Liebe. Als (2.) inhaltliche Ursache (causa materialis) nennt sie Christus und seinen Gehorsam, mit dem er uns die Gerechtigkeit erworben hat. (3.) Und die formale oder das Werkzeug bezeichnende Ursache (causa formalis seu instrumentalis) ist doch unzweifelhaft nichts anderes als der Glaube! Diese drei Ursachen faßt Johannes in einem einzigen Satz zusammen, wenn er sagt: Also hat Gott die Welt geliebet, daß er seinen eingeborenen Sohn gab, auf daß alle, die an ihn glauben, nicht verloren werden, sondern das ewige Leben haben.“

##### 17. Jahrhundert
In den Diskussionen um die Prädestinationslehre innerhalb der reformierten Kirche spielte Joh 3,16 eine wichtige Rolle. John Hales, der als Beobachter bei der Synode von Dordrecht 1618/19 anwesend war, hörte dort eine Predigt des prominenten Remonstranten Simon Episcopius über Joh 3,16 und „verabschiedete sich“ daraufhin innerlich von Calvin. Die Lehrregeln von Dordrecht nähern sich dem Thema des ewigen Ratschlusses Gottes (Decretum aeternum) und der doppelten Prädestination so an, dass sie Joh 3,16, die Liebe Gottes zur Welt, als Ausgangspunkt nehmen.

##### 20. Jahrhundert
Dietrich Bonhoeffer kennzeichnete den (von ihm abgelehnten) christlichen Radikalismus im Manuskript seiner Ethik als eine Haltung, die „Gott seine Schöpfung nicht verzeihen“ könne. „Aus der Liebe, die … die Welt gerade in ihrem Bösen mit der Liebe Gottes liebt (Joh 3,16), wird die pharisäische Verweigerung der Liebe zu den Bösen in ihrer Beschränkung auf den geschlossenen Kreis der Frommen.“
Karl Barth stellte seiner Versöhnungslehre (Kirchliche Dogmatik, IV/1) eine Auslegung von zwei „den ganzen Bereich klassisch umfassenden neutestamentlichen Worten“ voran: Joh 3,16  und 2 Kor 5,19 . Barth betonte zwei Aspekte des Verses Joh 3,16 besonders: Gott „schenkte“ (altgriechisch ἔδωκεν édōken) seinen Sohn, damit sich selbst, und brachte sich damit selbst in höchste Gefahr. „Die christliche Botschaft ist die Botschaft … von Gottes Selbsteinsatz für sein Geschöpf, für seinen Bundesgenossen, für den Menschen, der sich ihm als Feind entgegengestellt hat. Sie besteht darin, daß Gott sich in seinem Sohn in die Hände dieses seines Feindes gegeben hat.“ Zweitens gibt es mitten in der Welt und als Teil der Welt Menschen, die glauben, gerettet und des ewigen Lebens teilhaftig werden. Mit ihrer Existenz werden sie, so Barth, zu Zeugen gegenüber der Welt: „In der Aufrichtung dieses Zeugnisses inmitten des Kosmos erweist sich die Versöhnung als die dem Kosmos widerfahrende Versöhnung.“

### Kirchenmusik
In der Musik ist Johannes 3,16 in verschiedenen Epochen vertont worden; meist wird die Komposition dabei in der Fassung der einleitenden Worte in der Übersetzung Martin Luthers benannt. Eine Auswahl:
- Heinrich Schütz: Also hat Gott die Welt geliebt, Motette SWV 380 (Op. 11/12)
- Dietrich Buxtehude: Also hat Gott die Welt geliebt, Kantate, BuxWV 5
- Georg Philipp Telemann: Also hat Gott die Welt geliebt, Kantate, 23 TVWV1:82
- Johann Sebastian Bach: Also hat Gott die Welt geliebt, Kantate, BWV 68; für den 2. Pfingstfesttag 1725 komponiert
- Hugo Distler: Also hat Gott die Welt geliebt, Kantate, Liturgische Sätze op. 13
- Volker Ochs: Also hat Gott die Welt geliebt, EG 28[24]
- Michael Starke: Also hat Gott die Welt geliebt für Frauenchor a-cappella (2013)

### Alltagskultur

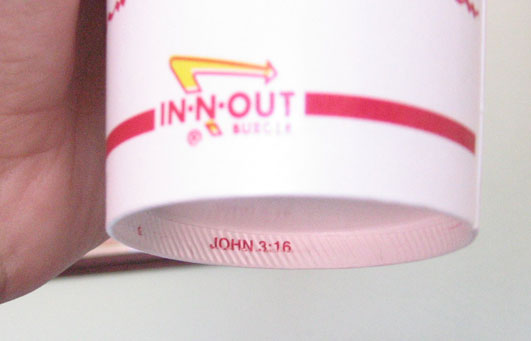
Pappbecher der Schnellrestaurantkette In-N-Out Burger mit John3:16

Der Vers Johannes 3,16 wird im englischen Sprachraum in der Form John 3:16 zitiert. In den 1970er und 1980er Jahren wurde Rollen Stewart dafür bekannt, dass er John 3:16 auf T-Shirts oder Plakaten bei Sportereignissen (Olympische Spiele, World Cup, NFL Playoffs, Masters) immer wieder gut sichtbar präsentierte. Da der Vers keinen Bezug zum Sport hat, war das wahrscheinlich als Aufforderung gemeint, die Bibel aufzuschlagen und die Stelle nachzulesen. Durch die Übertragung der Sportereignisse erreichte Stewart mit seiner Botschaft ein großes Publikum.
John 3:16 ist Titel einer Reihe von Liedern der Popmusik, unter anderem von Wyclef Jean, Method Man und Katiejane Garside. In den Vereinigten Staaten druckt die Schnellrestaurant-Kette In-N-Out Burger den Vers auf den Innenrand ihrer Pappbecher. Der damalige Inhaber Richard Snyder, ein „wiedergeborener Christ“, führte diese Praxis 1987 ein. Die Bekleidungskette Forever 21 druckt ihn auf den Boden ihrer Einkaufstüten. Auch halten bei öffentlichen Veranstaltungen häufig Menschen eine entsprechende Schrifttafel hoch, um für ihre christliche Überzeugung zu werben.
Der Wrestler Steve Austin nutzt die Zahlen für seine Catchphrase Austin 3:16.
Der American-Football-Quarterback Tim Tebow dekorierte sein Eye Black mit wechselnden Bibelstellen, nach eigenen Angaben zur Selbstmotivation, aber auch, um Zuschauer dazu zu bringen, ihre Bibel aufzuschlagen. Während seines Einsatzes beim National Championship Game 2009 wurde John 3:16, mit dem Tebow sein Eye Black beschriftet hatte, 92 Millionen Mal gegoogelt.